# Zelo Surrigone
Zelo Surrigone är en ort och frazione i kommunen Vermezzo con Zelo i storstadsregionen Milano, innan 31 december 2014 i provinsen Milano, i regionen Lombardiet i Italien. Kommunen upphörde den 8 februari 2019 och bildade tillsammans med kommunen Vermezzo den nya kommunen Vermezzo con Zelo. Den tidigare kommunen hade 1 873 invånare (2018).